# Królikowo (gromada w powiecie ostródzkim)
Królikowo (od 1 I 1958 Olsztynek) – dawna gromada, czyli najmniejsza jednostka podziału terytorialnego Polskiej Rzeczypospolitej Ludowej w latach 1954–1972.
Gromady, z gromadzkimi radami narodowymi (GRN) jako organami władzy najniższego stopnia na wsi, funkcjonowały od reformy reorganizującej administrację wiejską przeprowadzonej jesienią 1954 do momentu ich zniesienia z dniem 1 stycznia 1973, tym samym wypierając organizację gminną w latach 1954–1972.
Gromadę Królikowo z siedzibą GRN w Królikowie utworzono – jako jedną z 8759 gromad na obszarze Polski – w powiecie ostródzkim w woj. olsztyńskim na mocy uchwały nr 22 WRN w Olsztynie z dnia 4 października 1954. W skład jednostki weszły obszary dotychczasowych gromad Drwęck, Królikowo i Lichtajny oraz miejscowości Świętajńska Karczma, Świętajny i Wilkowo z dotychczasowej gromady Wilkowo ze zniesionej gminy Olsztynek, a także osiedle Sudwa z miasta Olsztynka, w tymże powiecie. Dla gromady ustalono 11 członków gromadzkiej rady narodowej.
Gromadę zniesiono 1 stycznia 1958 w związku z przeniesieniem siedziby GRN z Królikowa do miasta Olsztynka i zmianą nazwy jednostki na gromada Olsztynek.